# Michael Anagnos
Michael Anagnos, född 1837, död 1906, var en nordamerikansk blindpedagog.

## Biografi
Anagnos föddes i Grekland, och var först tidningsman och politiker. Han kom därigenom i kontakt med det amerikanska bildväsendets grundläggare Samuel Gridley Howe, vilken 1867 kom till Grekland för att med vapen och pengar stöda kretensernas strävan till förening med Grekland. Anagnos följde samma år Howe till Förenta staterna, äktade senare dennes dotter och infördes av Howe i arbetet för blinda. Efter Howes död 1876 var han i 30 år ledar för USA:s främsta blindanstalt, Perkins institute. Anagnos sammanbragte en fond för tryckande av böcker i blindskrift, införde kindergarten och elementarundervisning för blinda, författade 30 årsredgörelser, som behandlar olika sidor av blidpedagogiken, utgav vidare Education of the blind med flera arbeten, även talrika ungdomsböcker för blinda. Anagnos ledde Helen Kellers uppfostran.